# ジュネーブ詩篇歌

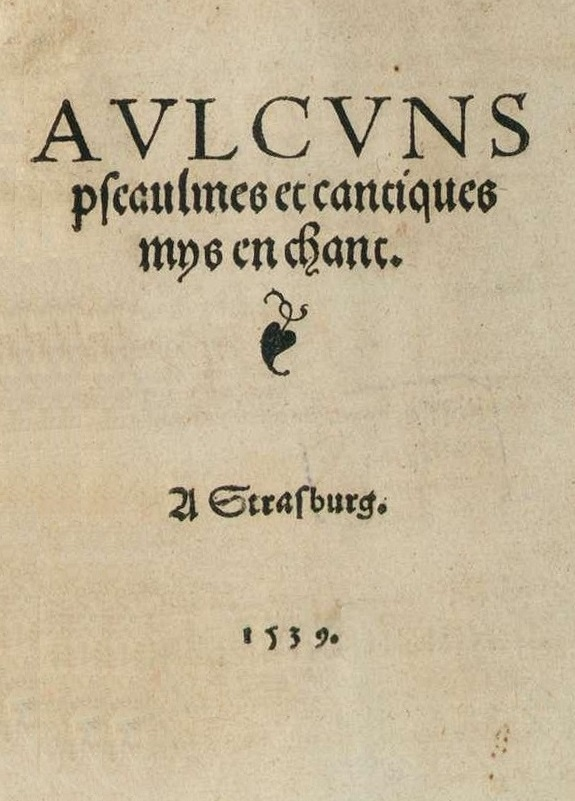
ジュネーブ詩篇歌（1539）

ジュネーブ詩篇歌（ジュネーブしへんか）は、ジャン・カルヴァンの下で作成された、聖書の詩篇による韻律詩篇の賛美歌集である。

## 歴史

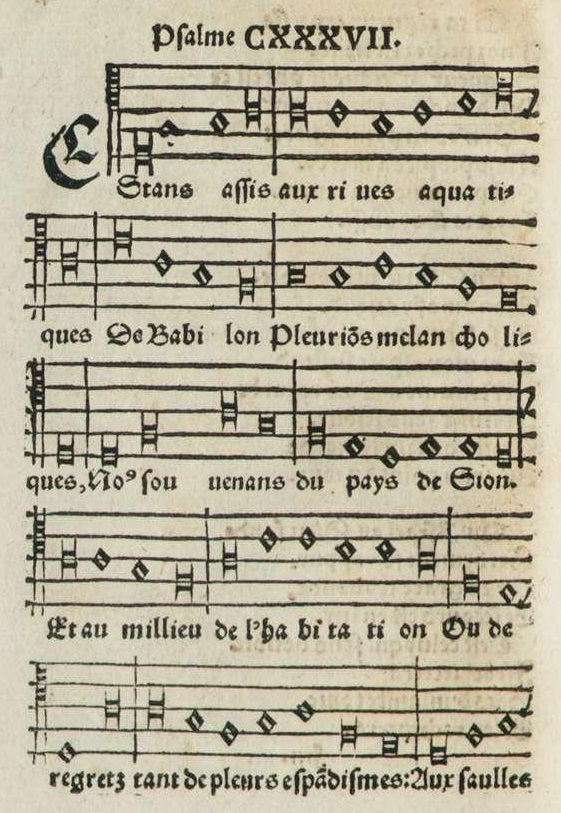
詩篇137篇（1539）

プロテスタント宗教改革以前、会衆による詩篇歌の讃美は一般的ではなく、修道院の聖務日課や、ミサで司祭と聖歌隊がラテン語で応唱するものであった。これも聖歌隊の揃わない場合は、オルガンが無言で応唱に応じるオルガン・ミサなど儀礼的な状況が一般化していた。だが宗教改革者カルヴァンは、マルチン・ブツァーなどの先例に影響を受けつつ、礼拝において会衆全体が、母国語で神を讃美するべきであると主張した。カルヴァン以前にも、フランスでは宮廷貴族の間で詩篇のフランス語韻文訳が流行しており、クレマン・マロのパトロンでもあったマルグリット・ダランソン（フランソワ1世の姉で、後のマルグリット・ド・ナヴァル）は、宮廷関係者のうちで最も有力な擁護者であった。カルヴァンも当時の人文主義者のひとりとして、フランス語詩篇歌のことを聞き及んでいたに違いないが、礼拝における詩篇讃美の有用性を主張した点が、宗教（礼拝）改革者としての実践的強調点であった。彼は1536年、『キリスト教綱要』初版で、詩篇を歌う重要性について書いている。また1537年1月16日、ジュネーブ市参事会に対して、教会において詩篇歌が歌われることを求め、「詩篇歌は私たちを励まして、この心を神に向け、賛美をもって神の御名があがめられるように祈る熱意へと私たちを駆り立てることができるのであります。」と述べている。つまりカルヴァンにとって詩篇歌は、福音説教と同じ地位にあるものであり、神の言葉（聖書）にもとづく詩篇歌のみで讃美することをすすめた。
1538年にジュネーブを追放されたカルヴァンは、シュトラスブルク（ストラスブール）に亡命していたユグノーの会衆を導いた。そこで宗教改革を指導していたマルチン・ブツァーのもとで、会衆が礼拝で詩篇歌を歌う様子に感動したカルヴァンは、フランス語による詩篇歌を訳し始めた。初期の頃はカルヴァン自身も訳したが、やがて1541年より桂冠詩人クレマン・マロによる翻訳が本格化すると、カルヴァンは自身の訳は全て破棄してしまった。1544年にジュネーブを去って死去したマロに代わりテオドール・ド・ベーズが翻訳を引き継ぎ、1562年に150篇の全訳が完成した。ジュネーヴ詩篇歌は、16世紀中でも英語、ドイツ語、オランダ語、ハンガリー語などに訳され、スイス～フランス以外の改革派教会でも広く歌われた。

## 音楽
ジュネーブ詩篇歌を特徴付けるものとして、当時のルネサンス期の作曲家たちによる124曲のメロディーがあげられる。シュトラスブルクのマルティン・グライターの作曲もあるが、ルイ・ブルジョワ、ギヨーム・フラン、ピエール・ダヴァンテスなどの多くのフランス人の作曲家が参加した。カルヴァン自身は詩篇歌を単旋律で歌うことを厳密に守らせるため、ジュネーブでの出版は単旋律に限定したが、リヨンなど他の都市ではクロード・グディメル、クロード・ル・ジュヌによる4声編曲が出版された。ジュネーブ詩篇歌のメロディーは、教会旋法とシャンソンがブレンドされた優雅なもので、1オクターブ内に収まる音階により1音符に1シラブルが充てられる明快さも相まって、その後のプロテスタント教会の讃美歌に大きな影響を与えた。

## 日本語訳
詩篇全150篇および「マリアの讃歌」「十戒」「使徒信条」「シメオンの歌」を収録した礼拝歌集『みことばをうたう』（『改革教会の礼拝と音楽』編集委員会）がある（ドイツ・コラール100篇と共に編集）。ここに収録された詩篇歌は、『日本語による150のジュネーブ詩編歌』（日本キリスト改革派教会）による。内14篇を収録したバッハ・コレギウム・ジャパンのCDは、これに基づく日本で最初のCDである。その他、ジュネーヴ詩篇歌は、讃美歌 (1954年版)（1、4、5、6、12、539番）、讃美歌第二編（110番「悪しきたましいは」）、讃美歌21（1997年）、聖歌 (日本福音連盟)（1958年）、聖歌 (総合版)（2002年）に数点収録されている。また、『詩篇抄集』（日本キリスト改革長老教会）は、スコットランド教会の伝統を汲んだ詩篇歌を収録している。